# Tā-Hā
Tā-Hā (arabisch طه) ist die 20. Sure des Korans. Sie enthält 135 Verse und wurde nach der islamischen Überlieferung Mohammed in Mekka offenbart. Die Sure ist nach ihrem ersten Vers benannt, der lediglich die Buchstaben Ṭā' und Hā' enthält (siehe geheimnisvolle Buchstaben). Vorkommende Motive sind die Berufung Mose zum Propheten, der Auszug aus Ägypten des Volkes Israel und das Durchschreiten des Roten Meeres. Außerdem wird die Anbetung des Goldenen Kalbes sowie der Sündenfall thematisiert.